# Bryophyte aquatique

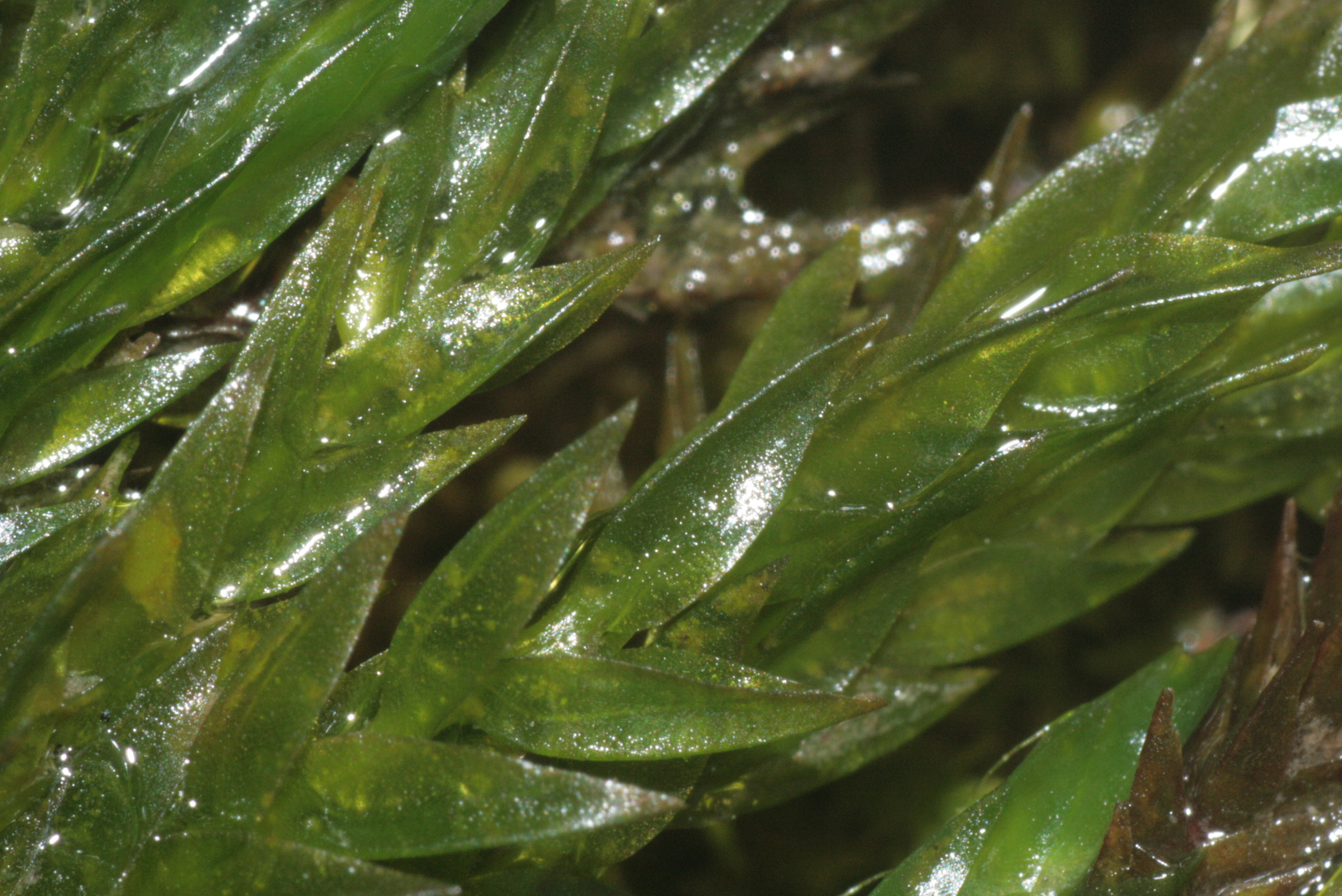
La Fontinale commune (Fontinalis antipyretica) est l'un des bryophytes aquatiques les plus communs, utilisée dans les aquariums d'eau froide, et souvent utilisés pour la bioindication, car absorbant facilement de nombreux contaminants de l’eau. Elle présente des formes différentes selon les contextes écopaysagers. Elle était autrefois utilisée en tisane ou cataplasme, contre les fièvres.

Les bryophytes aquatiques, plus souvent dénommés mousses aquatiques, sont une catégorie de plantes (bryophytes) bénéficiant d'adaptations particulières (génétiques et structurales), leur permettant de vivre sous l'eau ou dans les embruns, en eau douce et plus rarement saumâtre et exceptionnellement dans les embruns salés. 
Sous l'eau comme sur terre, les bryophytes sont de petites plantes, qui se distinguent (des trachéophytes) par l'absence de véritables vaisseaux conducteurs, de véritables systèmes racinaires (ils disposent de rhizoïdes qui n'ont qu'une fonction d'ancrage, notamment dans les zones de fort courant), mais ils disposent, comme les premiers de tiges feuillées (les hépatiques en sont dépourvues, mais ne sont pas véritablement aquatiques même s'ils apprécient une forte hygrométrie et la proximité de l'eau, voire une immersion relativement longue) 
Les bryophytes aquatiques sont tous photo-autotrophe (et parmi les espèces terrestres de bryophyte, on n'a à ce jour répertorié qu'une seule espèce hétérotrophe (Aneura mirabilis)). 
Certaines espèces (sphaignes) contribuent à la formation de tourbières et d'autres (ex Brachythecium rivulare) contribuent par « biolithogenèse » à former des roches classées comme « bryolithes » (tufs, travertins), jouant ainsi un rôle de puits de carbone.
On en compte environ 50 espèces en Europe de l'Ouest, mais on leur associe souvent les bryophytes supra-aquatiques (environ 20 espèces) selon Haury (2002).
Certaines espèces sont difficiles à identifier. Une clé de détermination est souvent nécessaire.

## Classification, taxonomie
Les botanistes ont décrit et nommé 20 000 à 23 000 espèces de bryophytes dans le monde, dont 1 260 en France[réf. souhaitée].

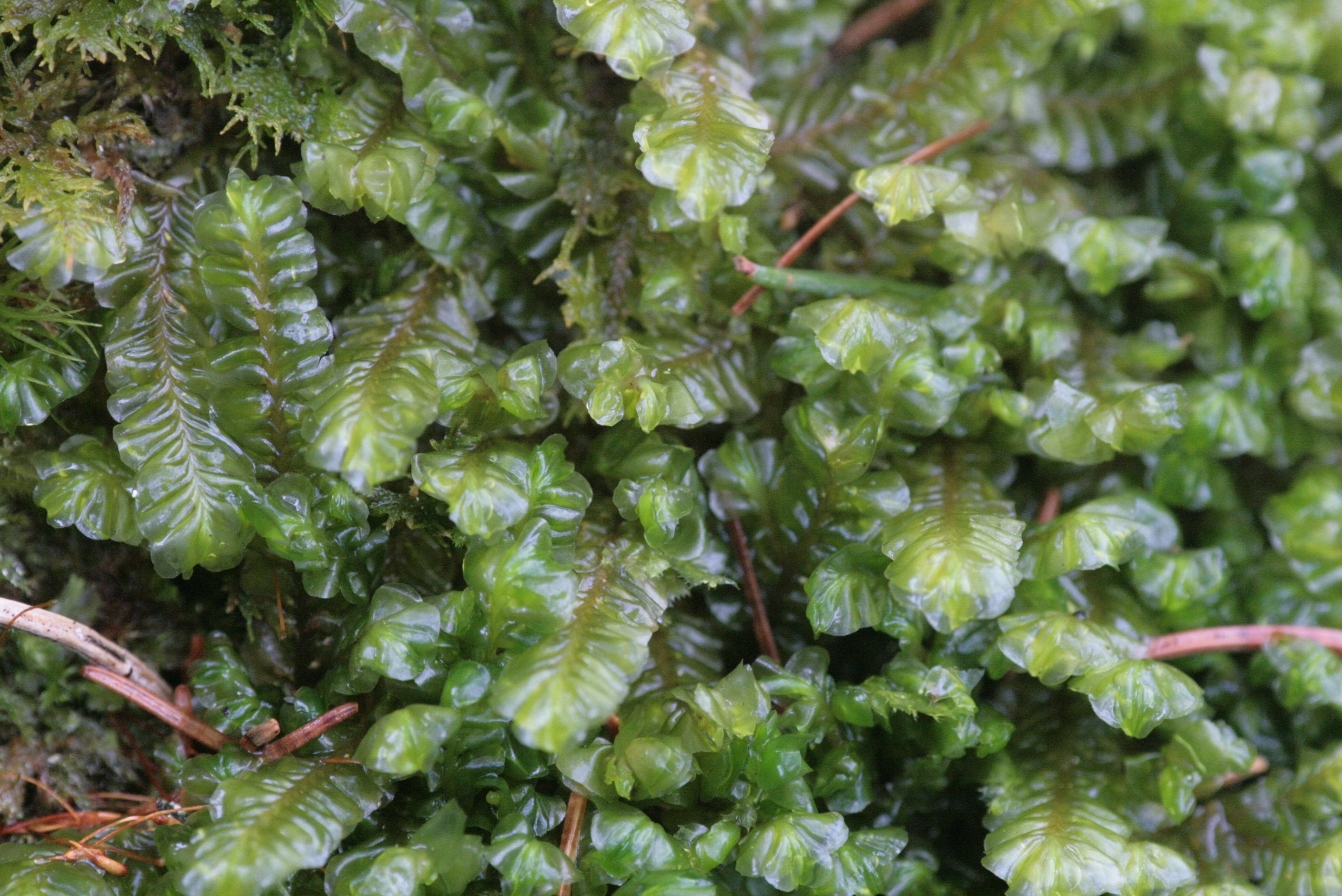
Plagiochila asplenioides

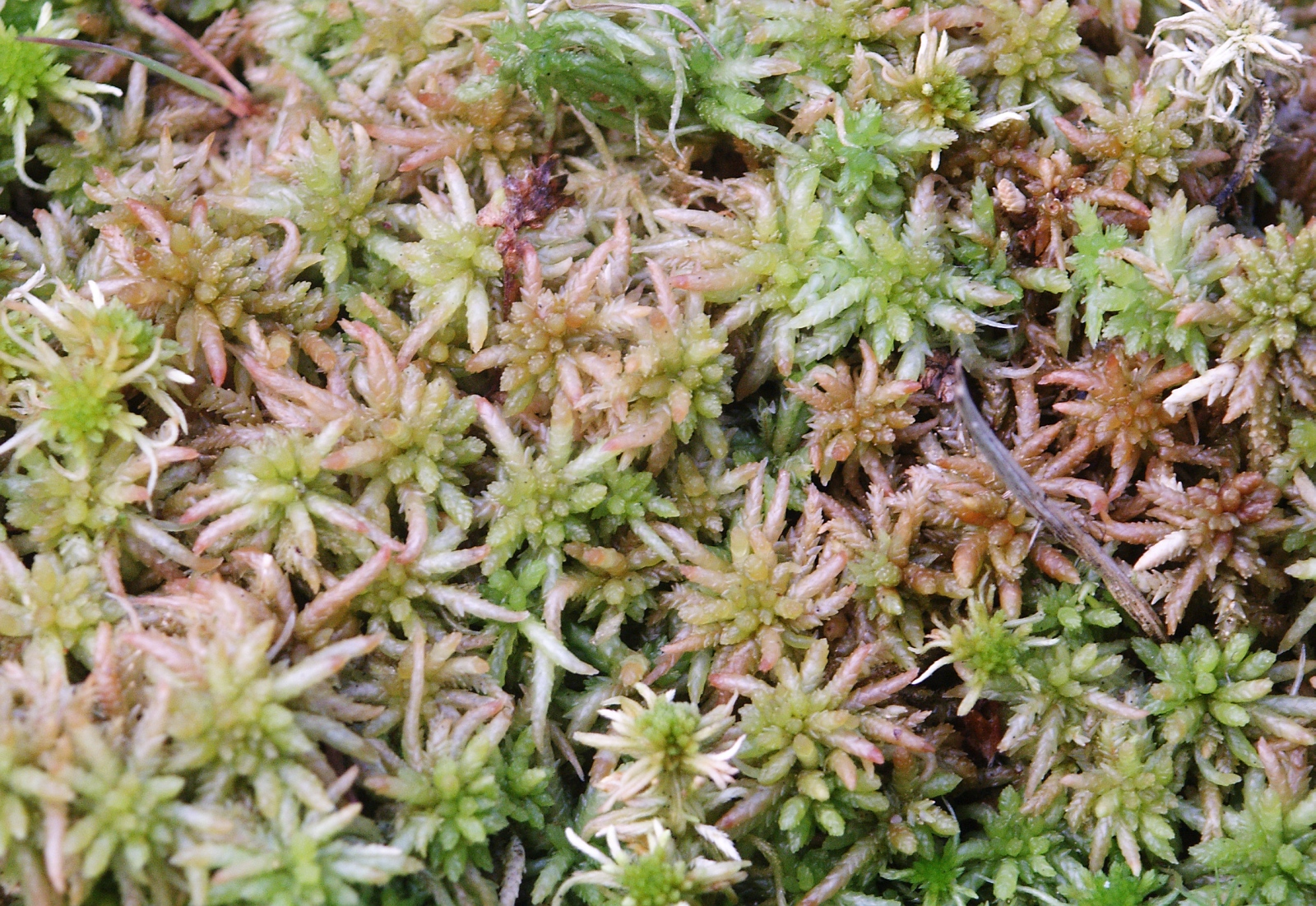
Sphaigne palustre

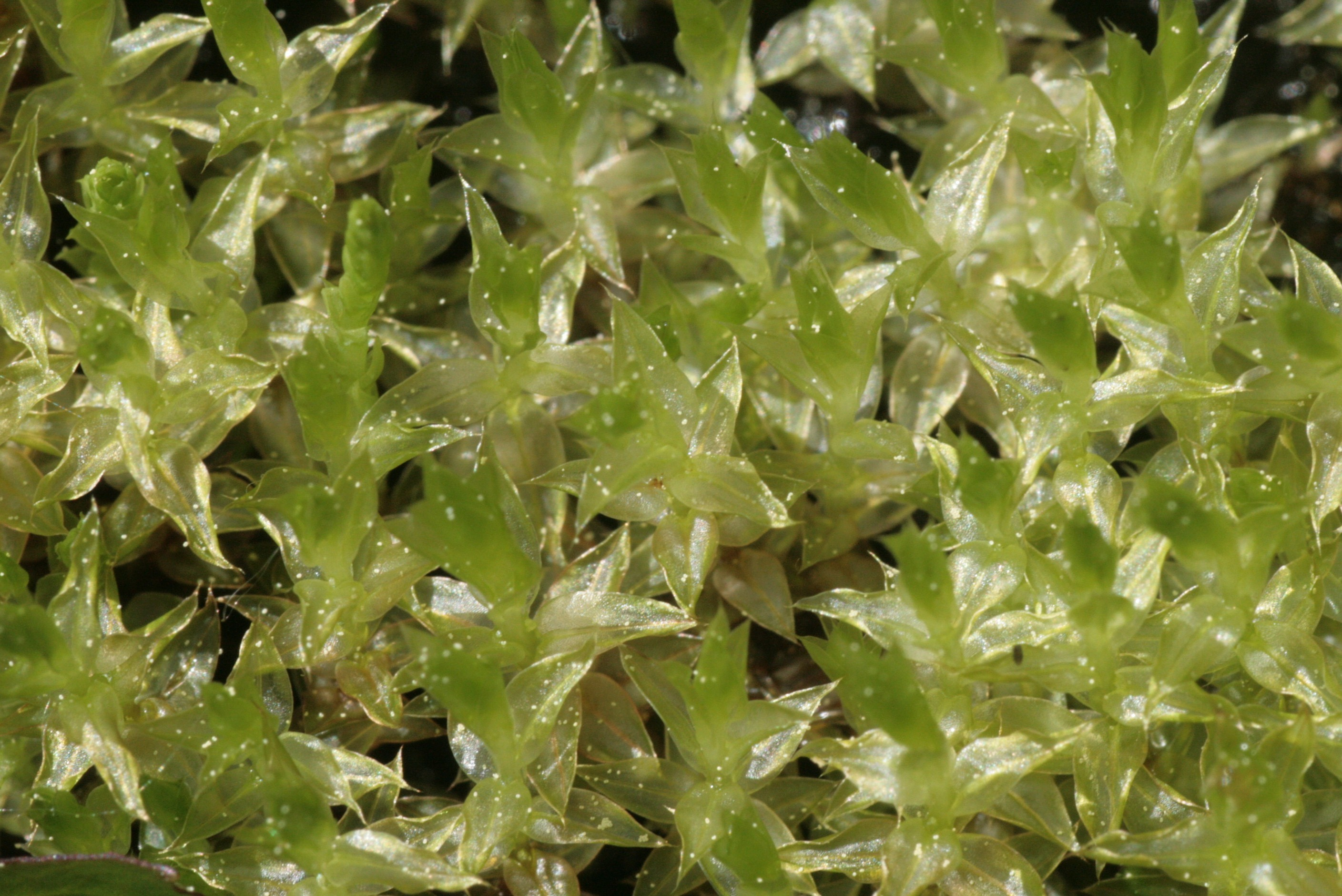
Bryum pseudotriquetrum

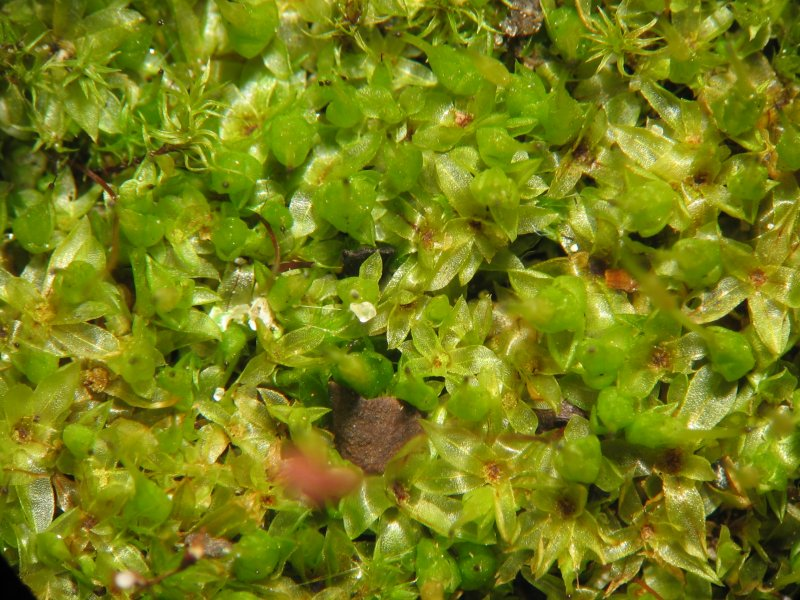
Rhizomnium punctatum

Ces bryophytes sont généralement regroupés en 3 classes (Hépatiques, Anthocérotes et Mousses), mais d'autres systèmes de classifications existent et tous peuvent encore varier en fonction des progrès de la connaissance cladistique et/ou phylogénique
Les bryophytes constituent le second phylum au sein des végétaux, mais seul un petit nombre d’entre eux vivent en permanence sous l’eau.
Comme l'on proposé Glime & Vitt en 1984, on peut les catégoriser selon leurs modes d'adaptation physiologique aux niches caractérisées par la hauteur d’eau, la luminosité, le substrat… avec alors des « bryophytes aquatiques obligées » qui ne supportent presque pas l’émersion, des « bryophytes aquatiques facultatives » qui supportent l’émersion longue et des bryophytes semi-aquatiques qui tolèrent des périodes successives de totale immersion puis de dessiccation,, mais d'autres modes de catégorisation semblent possibles.

## Description
Leur taille, couleurs et formes varient beaucoup selon les espèces et familles, mais les bryophytes aquatiques sont caractérisées par :
- une petite taille ;
- un thalle (chez les espèces à thalle) généralement de taille réduite (ex de 2 à 5 mm pour Fissidens pusillus) atteignant quelques dizaines de centimètres chez les quelques espèces de grande taille (jusqu'à 30 cm environ pour les plus grandes touffes de Fontinalis antipyretica) ; le thalle est un organe végétatif formé d'une plaque généralement verte/brune collée au substrat. Selon les espèces, il est plus ou moins complexe ;
- des axes bien différentiés ;
- des feuilles souvent disposées en situation non distiques (mousses)

## Habitats
La plupart des espèces sont inféodées à un substrat dur et stable (roche, pierre de construction, tronc immergé, etc.).
Presque tous les bryophytes aquatiques vivent en eau douce animée d’un certain courant, voire de forts courants, et donc plutôt dans les ruisseaux vifs, torrents ou cours d'eau du haut du bassin versant.
Aucune espèce ne semble réellement océanique, mais Pottia heimii (Hedw.) Fürnr. a colonisé les bordures littorales (elle est trouvée dans les pelouses subhalophiles, et Schistidium maritimum (Turn.) Br. Eur. vit dans les zones rocheuses exposées aux embruns. De même peut on trouver Riella helicophylla (Bory & Mont.) Mont. dans des eaux saumâtres (Com. Pers, Bardat, 2003, cité par Claudine AH-PENG dans sa thèse (2003))

## Intérêts scientifiques
Les bryophytes sont considérés comme les représentants contemporains de formes très anciennes de végétaux. Leur physiologie et leur biologie a fait l'objet de centaines d'études.
De plus, de nombreux bryophytes résistent très bien aux métaux toxiques qu'ils peuvent bioaccumuler (dès la première heure d'exposition) ainsi que de nombreux autres polluants en grande quantité avant d'en mourir (ex : 28 mg de cadmium bioaccumulé par gramme de mousse pour Fontinalis antipyretica.
Leur capacité de résistance et de désintoxication intéressent donc les scientifiques.
Ils résistent bien à la concurrence (allélopathie) et très bien aux attaques bactériennes et fongiques. Leurs capacités antibiotiques intéressent donc aussi l'industrie pharmaceutique et les biochimistes

## Utilisations
Il ne semble pas que ces espèces aient fait l’objet d’usages culinaires ou médicinaux,
mais elles sont depuis les années 1970, notamment par les Agences de l’eau en France, utilisées pour l’évaluation environnementale, à partir de prélèvements faits in situ sur des bryophytes sauvages ou sur des cultures standardisées, éventuellement clonales pouvant ensuite être transplantées et exposées à l’eau éventuellement contaminée. Pour cela des substrats de culture ont été mis au point, dès les années 1970.

### Bioindication
Ces organismes sans racines captent principalement leurs nutriments dans l’eau et non dans le sol ou le substrat qu'ils colonisent (roche ou artefact dans les zones lotiques).
Ce sont à la fois des indicateurs de substrat physique, de force du courant, de trophie, de degré d'acidité/minéralisation du milieu, et du degré de pollution.
De plus, en contexte expérimental et in situ, les bryophytes ont montré une importante capacité d'absorption passive de métaux et d’autres polluants, avec des facteurs de bioaccumulation souvent parmi les plus élevés de tous les compartiments de l'écosystème aquatique (Mouvet, 1986), pour le cuivre notamment, avec un lien de corrélation positif et presque linéaire entre les taux de métaux de l’eau et les mousses subaquatiques,, L’absorption des polluants est en outre rapide (quelques heures parfois) et le relarguage lent ; en semaines ou mois,,
Depuis les premiers essais faits par A. Empain en Belgique en 1973-1974,, une dizaine d’espèces de bryophytes ont été proposées et testées et parfois utilisées à grande échelle pour certaines évaluations environnementales de pollution ou qualité de l’eau,. Via des prélèvements analysés de l’amont à l’aval, et/ou des analyses isotopiques on peut aussi tracer certains polluants. Parce qu’ils accumulent de nombreux polluants, les bryophytes aquatiques sont aussi des indicateurs écophysiologiques de stress et ils peuvent contribuer à l’évaluation de la qualité des eaux de surface et du chemin à parcourir pour atteindre le bon état écologique demandé par la Directive cadre sur l’eau.
Comme certains lichens terrestres ou aquatiques (ex Verrucaria, Collema fluviatile et Dermatocarpon weberi) et champignons, les bryophytes aquatiques – dans une certaine mesure – tolèrent certains polluants (Frahm, 1976) et les accumulent dans leurs tissus. Leur croissance n’est que ralentie en hiver, leurs populations sont stables dans le temps et l'espace, leur absence de racines limite l’influence du substrat et leur absence de système vasculaire limite les transferts internes des polluants au sein de l’organisme. La somme de ces caractéristiques en fait des bioindicateurs très intéressants,,
Ceux qui sont retenus pour la bioindication en milieux aquatiques sont souvent de la classe des Bryopsida et le plus souvent il s'agit de « bryophytes aquatiques obligées » qui parce que toujours ou presque toujours immergés reflètent mieux la teneur en polluants des eaux dans lesquelles ils vivent,. Cependant, pour des études de contamination générale du milieu (eau superficielle et air), des sphaignes ou des hépatiques sont parfois parfaitement justifiés),,,. Dans des milieux tels que les tourbières acides, les sphaignes sont en outre les seuls bryophytes disponibles. Certaines espèces fossilisées ou conservées donnent des indications sur les paléoenvironnements plus ou moins récents.
Des « profils écologiques » ont été établis pour les principales espèces trouvées en France
Les espèces les plus utilisées en France sont :
- Fontinalis antipyretica Hedw. (Facteur de bioconcentration : 24 000 selon Lithner et al. 1995[41] pour le cadmium et 25 000 à 45 000 pour le cuivres selon Goncalves & al. (1998)[42],[43],[44] ;
- Rhynchostegium riparioides Hedw. C. Jens (Facteur de bioconcentration : 59 000 à 200 000 selon Gagnonet al., 1998[45])
- Cinclidotus riparius (Brid.) ;
- Cinclidotus danubicus  Schiffn. & Baumg ;
- Amblystegium riparium (Hedw.) B., S. & G. ;
- Fontinalis dalecarlica B., S. & G. (peu utilisée, mais intéressante pour son facteur de bioconcentration qui est de 50 000 à 116 000 pour le cadmium[45].

Limite : Deux limites existent à leur utilisation comme biointégrateur ou bioindicateur prélevés in situ : ils meurent au-delà d'une certaine intensité de pollution, et leur disponibilité est parfois limitée (pour la raison précédente notamment). Ainsi, dans le nord de la France, dans les années 1970 à 1990, en raison d’une pollution agricole, industrielle et urbaine généralisée dans une grande partie du territoire, l’utilisation des bryophytes aquatiques a dû être abandonnée par l’Agence de l’Eau Artois-Picardie dans les années 1980-1990 car l’espèce généralement utilisée (F. antipyretica), autrefois très commune avait disparu des zones les plus polluées et s’était fortement raréfiée ailleurs. Il est à noter que dans la même région, un programme d’évaluation des retombées atmosphériques de métaux (plomb, cadmium, etc.) via l’étude de bryophytes terrestres a également été interrompu en raison du fait que les mousses retenues par le programme (européen) semblaient avoir disparu d’une partie importante des forêts de cette région en raison de la pollution généralisée de l’air qui sévissait alors.

### Indicateurs d'activité hydrologique et géomorphologique d’un cours d’eau
La plupart des espèces sont caractéristiques d’une niche écologique et d’un contexte courantologique spécifique.
Ceci fait qu’ils peuvent, comme beaucoup d’autres plantes aquatiques fixées, être utilisés pour caractériser l'activité géomorphologique d'un ruisseau, d'un torrent, d'une rivière ou d'un fleuve.
Dans le monde, des tribunaux ou des experts sont régulièrement saisis pour des questions de statut de certaines têtes ou tronçons de cours d’eau dont la gestion est plus ou moins cadrée par la législation (Droit de l'eau, droit de l'environnement) selon le statut du cours d'eau (ex : cours d’eau soumis à la directive cadre sur l'eau ou zone humide où le plomb de chasse ou de pêche peut être interdit, dans certains pays). Il est notamment parfois difficile de savoir si certains ruisseaux ou torrents de tête de bassin versant non-pérennes doivent ou non être classés en cours d'eau (et alors soumis à leur législation, par exemple aux États-Unis dans le cadre du « Clean Water Act »). La jurisprudence et l'évolution du droit tendent depuis les années 1980 à considérer qu’en présence de plantes aquatiques ou palustres (semi-aquatiques), on parle de cours d’eau ou de zone-humide. Cependant les petits cours d’eau rapide du haut de bassin versant boisé (ou non) sont souvent peu actifs une partie de l’année et ils n’abritent pas de grandes plantes aquatiques ; mais dans les ruisseaux pérennes ou quasi-pérennes vivent des assemblages caractéristiques de bryophytes d’eau douce, qui sont maintenant considérés comme des indicateurs (pratiques et rapides) de terrain de permanence hydrologique, ce qui a été scientifiquement confirmé par exemple par une étude de 113 cours d’eau plus ou moins permanents dans 10 forêts des États-Unis qui a permis pour les zones considérées d'identifier tois espèces et six familles ayant valeur d'indicateurs de certaines classes de permanence de l'eau. La forme prise par les colonies de certaines espèces (tapis, coussins, touffes...) est également indicatrice du type de régime hydrographique. Les auteurs ont conclu que les bryophytes pouvaient et devraient être inclus parmi les outils de décision juridictionnelle, tout comme les plantes vasculaires sont déjà utilisés pour aider à délimiter les zones humides.

### Traceurs de contamination par les résidus de médicaments
Les cours d'eau recueillent de très nombreux métabolites et résidus non transformés de médicaments vétérinaires provenant de l'urine ou d'excréments d'animaux traités, ainsi que de l'urine et des excréments humains insuffisamment traités par les stations d'épuration.
Il a été montré en 2004 que des bryophytes tels que F. antipyretica en absorbent passivement des doses significatives à très importantes, et qu'ils les stockent dans leurs tissus (qui sont consommés par des animaux hervivores ou omnivores, par exemple par les canards colvers). Des antibiotiques (antibactériens) humains et vétérinaires dont par exemple l'oxytétracycline, le fluméquine et l'acide oxolinique dans le cas de F. antipyretica ont ainsi été retrouvés dans les cellules du bryophte commun F. antipyretica par Raphaël Delépée et ses collègues de l’École nationale vétérinaire de Nantes. À titre d'exemple pour les trois molécules médicamenteuses citées ci-dessus, les facteurs de bioaccumulation (taux de concentration dans les bryophytes par rapport au taux dans l'eau) étaient compris entre 75 et 450, et les 3 produits ont persisté dans les cellules des bryophytes utilisés pour cette étude durant une longue période avec un relargage (clairance) compris entre seulement 0,19 à 3,04 ng/g/jour. Les temps de résidence ont varié de 18 à 59 jours. Cette étude a permis de proposer des modèles d'accumulation passive ou de bioaccumulation ainsi que des hypothèses concernant les mécanismes d'auto-décontamination pour cette espèces.

### Traceurs de contamination par divers polluants organiques
La masse lipidique de nombreux bryophytes aquatiques est significative (ex : Fontinalis antipyretica contient des lipides, pour environ 3,5% de son poids sec, et de nombreux pesticides. Ces lipides peuvent bioaccumuler des polluants solubles dans les lipides, ce qui est le cas de presque tous les polluants organiques.
Dans les années 1980, il a été expérimentalement démontré que les bryophytes aquatiques captent bien de nombreux micropolluants organiques, dont les POP (polluants organiques persistants), ce qui en fait des plantes intéressantes pour la bioévaluation de ces polluants et la biosurveillance des eaux douces ou saumâtres,. Curieusement, les bryophytes aquatiques les plus riches en lipides ne sont pas toujours ce qui captent le mieux les polluants organiques (par rapport à ceux qui sont moins gras). 
L’absorption peut être rapide (ex : in vitro, chez Fontinalis antipyretica et Rhynchostegium riparioides exposés à une eau contenant des PCB, la moitié des concentrations en pcb de la plante (avant le plateau stationnaire au-delà duquel la bioconcentration ne se fait plus seront atteintes en 24 heures. 
Des bryophytes ont ainsi été utilisés pour évaluer quantitativement le degré de pollution de la Meuse par les polychlorobiphenyles et le gamma-HCH, et des études ont ensuite montré (en 1988) la capacité des bryophytes aquatiques à bioaccumuler des PCB et des pesticides organochlorés.

### Traceurs de contaminants métalliques et ETM
Comme les mousses terrestres et certains champignons ou lichens, les bryophytes aquatiques peuvent absorber et stocker d'importantes quantités de métaux dont par exemple plomb, manganèse, cadmium, chrome et zinc souvent recherchés comme contaminants indésirables des eaux,,, argent, or, mercure, arsenic cuivre, cobalt, nickel et baryum.
Ils peuvent ainsi fournir de précieuses informations sur le degré de contamination d'un cours d'eau ou d'une masse d'eau plus importante pour les mois récents ou les années passées,.
Parce que l'accumulation est « passive », dans les contextes habituels, l'accumulation du cuivre s'est montrée complètement indépendante des variations de températures (pourtant habituellement considérée comme source de contrôle de la physiologie végétale et du métabolismedes plantes), par contre d’autres facteurs ont une importance, dont le taux de sulfates en solution dans l’eau, le pH (qui contrôle aussi la biodisponibilité de nombreux métaux toxiques) et moindrement la teneur de l’eau en nitrites, ammoniac et FRP (filtrable reactive phosphate). Pour d’autres métaux ou radionucléides, la température joue néanmoins un rôle dans la vitesse d’absorption du métal (Ruthénium 106 par exemple), mais dans ce cas pas pour la désorption qui reste lente.
Des analyses chimiques et des études histologiques ont montré que les bryophytes peuvent contenir du cuivre sous forme de trois fractions métalliques différentes, « correspondant à trois compartiments cellulaires. Le passage et le flux de métal d'un compartiment à l'autre dépendent de l'existence d'un gradient de concentration dans l’environnement » et de mécanismes physico-chimiques et biologiques mis en jeu durant les transferts de l'élément. « Si le passage du métal au travers de la membrane est effectif, il n'est pas attribué à un phénomène d'absorption actif ».
Selon Goncalves et al.(1994), les bryophytes accumulent d’autant plus de métaux qu’il est fortement concentré dans leur environnement, mais le flux de métal a également une importance, à prendre en compte « à la fois dans le schéma décrivant le mécanisme d'accumulation et dans la méthodologie ».

### Traceur de radioactivité
Comme les mousses terrestres, les bryophytes aquatiques absorbent et stockent très bien les métaux lourds et métalloïdes.
Durant la période des essais nucléaires atmosphériques, on a constaté qu’ils captaient aussi très bien les radionucléides transportés par l’eau, ce qui permet de les utiliser pur le traçage d’une contamination naturelle ou anthropique ou l’évaluation de l’ampleur géographique d’une pollution plus ou moins récente (selon la durée de vie de l'espèce et sa plus ou moins grande capacité à relarguer le polluant).
Une capacité de fixation dans le temps d’une partie des radionucléides captés dans l’eau a été clairement démontrée chez les bryophytes aquatiques après la fin de la période des essais nucléaires atmosphériques ayant eu lieu notamment de 1957 à 1963, avec cependant des différences inter-spécifiques (sur 5 espèces testées en Espagne, Scapania undulata a bioaccumulé les métaux en bien plus grande quantité Fissidens polyphyllus, Fontinalis antipyretica, Rhynchostegium riparioides et Brachythecium ayant montré des « performances de bioaccumulation » intermédiaires. Le type de métaux préférentiellement bioaccumulé varie aussi selon l’espèce dont il faut tenir compte lors des évaluations.
De même une calcul des facteurs de bioconcentration calculés pour l'Hépatique Scapania undulata lors d’une étude ayant porté sur trois rivières anglaises a conclu à un gradient d’accumulation préférentiel pour les métaux : Zn<Cd<Cu<Mn<Pb<Al<Fe.
Si le bryophyte utilisé est assez longévif, on peut retrouver certains polluants dans le bryophyte plusieurs mois ou années après la fin d’une pollution chronique ou longtemps après une pollution accidentelle ou après un épisode de remise en suspension dans l’eau d’un polluants qui s’était accumulé dans le sédiment.
À titre d’exemple Fontinalis antipyretica, une mousse aquatique abondante dans la Moselle a efficacement été utilisée comme traceur de la contamination radioactive issue des rejets de la Centrale nucléaire de Cattenom.

## État des populations, pressions, menaces
De nombreux bryophytes sont particulièrement résistants à la force du courant et à la plupart des pollutions (dans une certaine mesure), mais une partie d'entre eux se montrent très vulnérables à certains aménagements qui modifient les caractéristiques de leur habitat ; notamment la régulation de certains cours d'eau (régulation du débit, création de lacs de barrages, etc.).
Par exemple, une étude suédoise a comparé les bryophytes de 52 cours d'eau rapides dont les uns étaient régulés et les autres non. Cette étude a montré que si la biomasse de bryophte est restée sensiblement identique après les aménagements, leur richesse spécifique (nombre d'espèce) a par contre été fortement réduite : de 22 % dans les zones de courant artificiellement ralenti, et de 26 % dans les zones artificialisées mais sans réduction de courant (par rapport aux cours d'eau « sauvages » non modifiés par l'Homme). Parmi les 5 espèces les plus présentes dans cette région d'Europe du Nord, 2 espèces (Fontinalis antipyretica et F. dalecarlica) ont vu leur nombre réduit par la réduction du courant alors qu'au contraire l'abondance de Blindia acuta et de Schistidium agassizii était accrue dans les zones de courant artificiellement ralenti.
Dans les zones très polluées, au-delà de certains seuils de teneur en polluants ou de durée d'exposition les bryophytes peuvent disparaître.

## Biologie de la conservation, Réintroduction
Ce groupe d'espèce est resté longtemps méconnu, en raison notamment de la discrétion de certaines espèces et du manque de naturalistes et taxonomistes
Certaines espèces ont fait l'objet de réintroduction (dont par exemple Scorpidium scorpioides dans une tourbière des Pays-Bas.

## En France
En France, environ 1 250 espèces de bryophytes terrestres et aquatiques ont été recensées par les botanistes, « soit 6 à 7 % de la diversité mondiale et 70 % de la diversité européenne ».
Parmi les bryophytes aquatiques, en France et Belgique on trouvera notamment :
Des Hépatiques à thalle ;
- Aneura pinguis (L.) Dumort.
- Conocephalum conicum (L.) Dumort
- Lunularia cruciata (L.) Lindb
- Marchantia polymorpha L
- Pellia endiviifolia (Dicks.) Dumort.
- Pellia epiphylla (L.) Corda
- Pellia neesiana (Gottsche) Limp.
- Riccardia chamaedryfolia (With.) Grolle
- Riccia fluitans L
- Ricciocarpos natans (L.) Corda.

Des Hépatiques à feuilles :
- Chiloscyphus pallescens  (Ehrh. ex. Hoffm.) Dumort
- Chiloscyphus polyanthos  (L.) Corda
- Jungermannia atrovirens Dumort
- Jungermannia gracillima Sm.
- Marsupella emarginata  (Ehrh.) Dumort. var. emarginata
- Marsupella emarginata  (Ehrh.) Dumort. var. aquatica
- Marsupella sphacelata  (Gieseke ex Lindenb.) Dumort.
- Nardia compressa  (Hook.) S.F. Gray
- Nardia scalaris  S. F. Gray
- Plagiochila asplenioides (L. emend. Taylor) Dumort.
- Porella cordaeana (Huebener) Moore
- Porella pinnata L.
- Scapania paludosa (Müll. Frib.) Müll. Frib.
- Scapania undulata (L.) Dumort

Des Sphaignes :
- Sphagnum denticulatum Brid.
- Sphagnum palustre L

Des mousses :
- Amblystegium fluviatile (Hedw.) B., S. & G.
- Amblystegium riparium (Hedw.) B., S. & G.
- Amblystegium serpens(Hedw.) Schimp[76].
- Amblystegium tenax (Hedw.) C. Jens
- Atrichum undulatum (Hedw.) P.Beau[76]
- Blindia acuta (Hedw.) B., S. & G.
- Brachythecium plumosum (Hedw.) B., S.
- Brachythecium rivulareSchimp[76].
- Brachythecium rutabulum (Hedw.) B., S. & G.
- Brachytheciastrum velutinum (Hedw.) Ignatov & Huttun[76]
- Bryum capillare Hedw[76].
- Bryum dichotomum Hedw[76].
- Bryum elegans Nees[76]
- Bryum pallens Sw. ex anon[76].
- Bryum pseudotriquetrum (Hedw.) Gaertn., Meyer & Scherb.
- Campylium protensum (Brid.) Kind[76]
- Chiloscyphus pallescens (Ehrh. ex Hoffm.) Dumort[76].
- Chiloscyphus polyanthus (L.)[76]
- Cinclidotus aquaticus (Hedw.) B., S. & G.
- Cinclidotus danubicus Schiffn. & Baumg.
- Cinclidotus fontinaloides (Hedw.) P. Beauv.
- Cinclidotus mucronatus (Brid.) Mach.
- Cinclidotus riparius (Brid.) Arnott
- Cratoneuron commutatum (Hedw.) G. Roth
- Cratoneuron filicinum (Hedw.) Spruce
- Dichodontium flavescens (Dicks.) Lindb.
- Dichodontium pellucidum (Hedw.) Schimp.
- Dicranella palustris (Dicks.) Crundw. ex Warb.
- Drepanocladus aduncus (Hedw.) Warnst.
- Drepanocladus exannulatus (B., S. & G.) Warnst.
- Drepanocladus fluitans (Hedw.) Warnst.
- Fissidens crassipes Wils. ex B., S. & G.
- Fissidens gracilifolius Brugg. Nann. & Nyh.
- Fissidens grandifrons Brid.
- Fissidens monguillonii Thér.
- Fissidens polyphyllus Wils. ex B., S. & G.
- Fissidens pusillus (Wils.) Milde
- Fissidens rivularis (Spruce) B., S. & G.
- Fissidens rufulus B., S. & G.
- Fissidens viridulus (Sw.) Wahlenb.
- Fontinalis antipyretica Hedw.
- Fontinalis hypnoides Hartm. var. duriaei Husn.
- Fontinalis squamosa Hedw.
- Hookeria lucens (Hedw.) Sm.
- Hygrohypnum duriusculum (De Not.) Jamieson
- Hygrohypnum eugyrium (Schimp.) Broth.
- Hygrohypnum luridum (Hedw.) Jenn.
- Hygrohypnum molle (Hedw.) Loeske
- Hygrohypnum ochraceum (Turn. ex Wils.) Loeske
- Hyocomium armoricum (Brid.) Wijk & Marg.
- Octodiceras fontanum (B. Pyl.) Lindb.
- Orthotrichum rivulare Turn.
- Philonotis caespitosa Jur.
- Philonotis calcarea (B. & S.) Schimp.
- Philonotis fontana (Hedw.) Brid.
- Racomitrium aciculare (Hedw.) Brid.
- Racomitrium aquaticum (Schrad.) Brid.
- Rhizomnium punctatum (Hedw.) T. Kop.
- Rhynchostegium riparioides (Hedw.) Card.
- Schistidium rivulare (Brid.) Podp
- Thamnobryum alopecurum (Hedw.) Gang.

### Guides d’identification taxonomiques
- Coudreuse Julie & haury Jacques (2005) Clé des bryophytes aquatiques et supra aquatiques (décembre 2005) pour la mise en œuvre de l'Indice Biologique Macrophytique en Rivière (I.B.M.R.) et glossaire, PDF 8 Mo, 133 pages ; Disponible sur le site Internet de l'Agence de l’Eau Adour-Garonne ou à l'Agence. Ce document est téléchargeable en [un seul document] ou par parties : Partie 1 : introduction et généralités sur les bryophytes. Page 1-9 ; Partie 2 : clés d'identification des hépatiques. Pages 10–57, Partie 3 : clés d'identification des sphaignes. Pages 58–60, Partie 4 : clés d'identification des mousses. Pages 61–112, Partie 5 : glossaire, bibliographie et annexes. Pages 113-133, Document complet : pages 1–133 (8 Mo)
- Bailly, G., Vadam, J-C. & Vergon, J-P.(2004) Guide pratique d’identification des bryophytes aquatiques (disponible auprès de la DREAL Franche-Comté). Ministère de l'Écologie et du développement durable : 158 pp.
- Alain Dutartre, Marie-Christine Peltre, Jacques Haury (2008) Plantes aquatiques d'eau douce : biologie, écologie et gestion ; Éditions Quae ; (22 août 2008), 368 pages